# Tomás Cardona
Tómas Cardona (10 de octubre de 1995; Flores, Buenos Aires, Argentina) es un futbolista argentino que juega de defensor central en Talleres.

## Trayectoria
Surgió de las inferiores del Club Atlético San Lorenzo de Almagro. El 20 de mayo del 2015 debutó profesionalmente frente al Viale FBC de Entre Ríos por los 32.os de final de la Copa Argentina, el encuentro terminaría 3-0 a favor del conjunto de Boedo. De buen partido, culminó su debut con un brillante cabezazo que coronó la contundente victoria.
El 20 de enero de 2016, es cedido por 6 meses a Defensa y Justicia. El 4 de marzo de 2016 hace su primer gol en Defensa y Justicia por la sexta fecha del Campeonato de Primera División 2016, para la victoria de su equipo por 5-1 sobre Argentinos Juniors.
El 11 de mayo jugó su primer partido internacional en Brasil contra el Sao Paulo que quedó eliminado de la Copa Sudamericana tras empatar 1-1 en el Morumbí con Defensa y Justicia.
En septiembre de 2017 fichó por Godoy Cruz. El 4 de septiembre de 2017 debutó en la victoria ante Newell´s en la Copa Argentina en Santa Fe.
En agosto de 2020 fue cedido a la U. D. Las Palmas de la Segunda División de España. Mientras que el 8 de julio de 2021, firmó contrato por 3 años y medio con Defensa y Justicia.

## Clubes
| Club                        | País      | Año           |
| --------------------------- | --------- | ------------- |
| San Lorenzo                 | Argentina | 2011 - 2017   |
| Defensa y Justicia (cedido) | Argentina | 2016 - 2017   |
| Godoy Cruz                  | Argentina | 2017 - 2021   |
| U. D. Las Palmas (cedido)   | España    | 2020-2021     |
| Defensa y Justicia          | Argentina | 2021-2024     |
| Fortaleza Clube             | Brasil    | 2024-2025     |
| Talleres                    | Argentina | 2025-presente |

## Estadísticas
Actualizado al 27 de agosto de 2018
| Club                                                     | Temporada           | Div.                | Liga | Liga | Liga | Copas Nacionales(1) | Copas Nacionales(1) | Copas Nacionales(1) | Copas Internacionales(2) | Copas Internacionales(2) | Copas Internacionales(2) | Total | Total | Total |
| Club                                                     | Temporada           | Div.                | PJ   | G    | A    | PJ                  | G                   | A                   | PJ                       | G                        | A                        | PJ    | G     | A     |
| -------------------------------------------------------- | ------------------- | ------------------- | ---- | ---- | ---- | ------------------- | ------------------- | ------------------- | ------------------------ | ------------------------ | ------------------------ | ----- | ----- | ----- |
| San Lorenzo Argentina                                    | 2015                | 1.ª                 | 0    | 0    | 0    | 1                   | 1                   | 0                   | 0                        | 0                        | 0                        | 1     | 1     | 0     |
| San Lorenzo Argentina                                    | Total               | Total               | 0    | 0    | 0    | 1                   | 1                   | 0                   | 0                        | 0                        | 0                        | 1     | 1     | 0     |
| Defensa y Justicia Argentina                             | 2016                | 1.ª                 | 7    | 1    | 0    | 2                   | 0                   | 0                   | 0                        | 0                        | 0                        | 9     | 1     | 0     |
| Defensa y Justicia Argentina                             | 2016-17             | 1.ª                 | 1    | 0    | 0    | 0                   | 0                   | 0                   | 2                        | 0                        | 0                        | 16    | 0     | 0     |
| Defensa y Justicia Argentina                             | Total               | Total               | 21   | 1    | 0    | 2                   | 0                   | 0                   | 2                        | 0                        | 0                        | 25    | 1     | 0     |
| Godoy Cruz Argentina                                     | 2017-18             | 1.ª                 | 19   | 2    | 1    | 3                   | 0                   | 0                   | 0                        | 0                        | 0                        | 22    | 2     | 1     |
| Godoy Cruz Argentina                                     | 2018-19             | 1.ª                 | 3    | 1    | 0    | 0                   | 0                   | 0                   | 0                        | 0                        | 0                        | 3     | 1     | 0     |
| Godoy Cruz Argentina                                     | Total               | Total               | 22   | 3    | 1    | 3                   | 0                   | 0                   | 0                        | 0                        | 0                        | 25    | 3     | 1     |
| Total en su carrera                                      | Total en su carrera | Total en su carrera | 43   | 4    | 1    | 6                   | 1                   | 0                   | 2                        | 0                        | 0                        | 51    | 5     | 1     |
| (1)Incluye Copa Argentina. (2)Incluye Copa Libertadores. |                     |                     |      |      |      |                     |                     |                     |                          |                          |                          |       |       |       |

## Palmarés

### Campeonatos regionales
| Título           | Equipo       | Región          | Año  |
| ---------------- | ------------ | --------------- | ---- |
| Copa do Nordeste | Fortaleza EC | Región Nordeste | 2024 |